# Northumberland (New Hampshire)
Northumberland è un comune degli Stati Uniti d'America facente parte della contea di Coos nello stato del New Hampshire.